# Leisel Jones
Leisel Marie Jones (Katherine, 30 de agosto de 1985) es una nadadora australiana. Especialista en pruebas de braza, ha ganado varias medallas en Juegos Olímpicos y Campeonatos del Mundo.

## Biografía
Se dio a conocer en los Juegos Olímpicos de Sídney 2000, celebrados en su país, cuando con solo 15 años ganó de forma inesperada la medalla de plata en los 100 metros braza, solo superada por la estadounidense Megan Quann. Además en esos Juegos formó parte del equipo australiano que ganó la plata en los relevos 4 x 100 estilos, por detrás de Estados Unidos. El equipo lo formaban por este orden Dyana Calub, Leisel Jones, Petria Thomas y Susie O'Neill.
En los Campeonatos del Mundo de Fukuoka 2001 volvió a finalizar segunda en los 100 braza, esta vez detrás de la nadadora china Luo Xuejuan. En la prueba de 200 braza se quedó a las puertas del podio, finalizando cuarta, a 56 centésimas de la ganadora húngara Agnes Kovacs. En los relevos 4 x 100 estilos las australianas pudieron vengarse de la derrota sufrida en Sídney, y se llevaron el oro venciendo a las americanas, con 4:01.50. El equipo era casi el mismo del año anterior, con Sarah Ryan sustituyendo a Susie O'Neill en la última posta.
En 2002, sin Juegos Olímpicos ni campeonatos mundiales, las dos competiciones más importantes eran los Juegos de la Commonwealth en Mánchester y los Campeonatos Pan Pacific en Yokohama. En Mánchester ganó la medalla de oro en los 200 m braza, mientras que en los campeonatos Pan Pacific solo pudo ser plata en esta misma prueba y cuarta en los 100 braza.
En 2003 se celebraron en Barcelona, España, los Campeonatos del Mundo. Leisel Jones sorprendió cuando en las semifinales de los 100 braza batió el récord del mundo de la prueba con 1:06.37, superando el anterior récord de la sudafricana Penelope Heyns. Sin embargo en la final la presión pudo con ella y solo consiguió finalizar tercera, por detrás de la china Luo Xuejuan, que repetía su título de Fukuoka, y la estadounidense Amanda Beard. De Barcelona se llevó también una medalla de plata en los 200 braza, donde la ganadora fue Amanda Beard, y el bronce en los relevos 4 x 100 estilos donde esta vez las australianas sucumbieron ante China y Estados Unidos. Además fue cuarta clasificada en los 50 braza.
En 2004 el gran acontecimiento fueron los Juegos Olímpicos de Atenas, a los que Leisel Jones llegó con 19 años y en un gran momento. Poco antes de los Juegos batió el récord mundial de los 200 braza en Brisbane, con 2:22.96, pasando a tener en ese momento los dos récords mundiales de las pruebas de braza. Sin embargo este último récord le duró poco, pues dos días después la estadounidense Amanda Beard lo volvía a rebajar en los Olympic Trials de Long Beach, ahora a 2:22.44.
En los Juegos Olímpicos Leisel Jones y Amanda Beard eran por lo tanto las grandes favoritas en la prueba de 200 braza. En este duelo finalmente venció la americana, que se llevó el oro con 2:23.37, y Leisel Jones la plata, con 2:23.60. En la prueba de 100 braza las grandes favoritas eran Leisel Jones, recordwoman del mundo, y la china Luo Xuejuan, campeona mundial. Leisel Jones volvió a ser la más rápida en semifinales, pero al igual que en Barcelona volvió a fallar en la final, donde finalizó tercera, por detrás de la ganadora Luo Xuejuan y de la estadounidense Brooke Hanson. Otra vez se le volvía a resistir el triunfo individual, aunque le quedó el consuelo de ganar su primera medalla de oro olímpica en los 4 x 100 estilos, donde el equipo australiano formado por Giaan Rooney, Leisel Jones, Petria Thomas y
Jodie Henry dio una exhibición batiendo el récord del mundo con 3:57.32.
Los Campeonatos del Mundo de Montreal 2005 iban a ser la mejor competición para Leisel, pues conquistó las tres medallas de oro, en 100 y 200 braza y en los relevos 4 x 100 estilos. En los 100 braza le ocurrió lo contrario que en Barcelona y Atenas, pues en semifinales vio como la norteamericana Jessica Hardy le deposeía del récord mundial de la prueba y lo dejaba en 1:06.20. Sin embargo en la final Leisel consiguió vencer a Jessica y llevarse la medalla de oro, aunque sin récord. Donde si consiguió el récord fue en los 200 braza donde con 2:21,72 le quitó el récord a Amanda Beard, y se llevó el oro. El equipo australiano volvió a llevars el oro de 4 x 100 estilos, repitiendo su triunfo de los Juegos de Atenas, aunque curiosamente Leisel fue la única de las cuatro integrantes del equipo que habían ganado también en Atenas.
Leisel Jones es actualmente una de las grandes figuras de la natación mundial, y junto a Jodie Henry, las dos nadadoras más famosas de Australia. En 2005 fue nombrada por la revista Swimming World como la mejor nadadora del año. Vive y entrena en Brisbane, y su entrenador es Stephan Widmer. 
- Datos: Q270686
- Multimedia: Leisel Jones / Q270686